# Ismaël Bangoura
Pour les articles homonymes, voir Bangoura.
Ismaël Bangoura, né le 2 janvier 1985 à Conakry (Guinée), est un footballeur international guinéen. Il évolue au poste d'attaquant.

## Biographie

### Débuts en France
Il est repéré par Dominique Ciccada, entraîneur de l'équipe nationale de boxe de Guinée et frère de Philippe, dirigeant du Gazélec Ajaccio. Il commence ainsi sa carrière au Gazélec, en National. En Corse, il connaît des débuts prometteurs, à 18 ans, en marquant 2 buts en 9 matchs lors de sa première saison. La suivante, il est repéré par Le Mans, après avoir marqué 13 buts lors de l'exercice 2004-2005.

### Révélation au Mans
Dans la Sarthe, Bangoura s'adapte bien et inscrit 6 réalisations en 23 apparitions pour sa première saison en Ligue 1. Son pied droit aussi puissant que rapide et sa vélocité plaisent à Frédéric Hantz qui le place dans le couloir droit de l'attaque.
Ses objectifs pour la saison 2006-2007 sont de marquer au moins 10 buts et de devenir le meilleur buteur du club ou du championnat. Après douze rencontres de championnat, il en est déjà à sept buts inscrits dont son premier triplé en Ligue 1 à Auxerre le 4 novembre 2006. Neuf si l'on inclut la rencontre de Coupe de la Ligue où il réalise un doublé lors de la réception du RC Lens le 24 octobre 2006. Son triplé le place alors en tête des meilleurs buteurs du championnat en compagnie d'Aruna Dindane.
Révélation de la Ligue 1, sa rapidité de frappe en fait un poison pour les défenses adverses et lui vaut le surnom de "la gâchette".

### Départ en Ukraine
Lors du mercato estival de 2007, il signe un contrat de quatre ans avec le Dynamo Kiev, club ukrainien qualifié en Ligue des champions pour la saison 2007-2008, pour un montant de 5 millions d'euros. Sacré champion d'Ukraine, il y remporte son premier trophée et y découvre les compétitions européennes, inscrivant 7 buts en 17 rencontres de Ligue des champions et 2 en 3 matchs de Ligue Europa.

### Retour en France
Le 2 juillet 2009, pour 11 millions d'euros, il s'engage pour une durée de quatre ans avec le Stade rennais FC,. Une expérience mitigée malgré un temps de jeu conséquent pour sa première saison (35 apparitions dont 21 titularisations), il est l'auteur de 6 réalisations et 3 passes décisives. Au début de sa seconde saison, il est buteur lors des deux premières journées de championnat avant de quitter le club.

### Nouveau départ exotique et conflit avec la FIFA
Le 2 septembre 2010, il est transféré aux Émirats arabes unis, dans le club de Al Nasr Dubaï. L'indemnité de transfert est évaluée à huit millions d'euros.
Il revient en France en signant au FC Nantes dans les dernières heures du mercato d'hiver 2012, alors que le club est sixième de Ligue 2. Son contrat n'est pas homologué par la LFP, car il n'a pas de lettre de sortie de son ancien club. Il obtient une licence temporaire de la FIFA en février 2012, le temps d'instruire l'affaire. Blessé à son arrivée au club, il dispute son premier match officiel avec le FC Nantes le 26 mars 2012 à Lens.
Le club Al Nasr Dubaï poursuit Ismaël Bangoura pour rupture unilatérale de contrat et la chambre de résolution des litiges de la FIFA condamne le 16 novembre 2012 le club de Nantes et Ismaël Bangoura à payer au club émirati une indemnité de 4,5 millions d'euros, suspend Ismaël Bangoura pour quatre mois et interdit Nantes de tout transfert pendant une période d’un an (2 périodes de transfert). Le club émirati, le club nantais et le joueur ont fait appel devant le Tribunal arbitral du sport, appel à effet suspensif, mais la décision est finalement confirmée par le Tribunal fédéral suisse le 7 mars 2014.
En septembre 2012, il est prêté une saison au club qatarien de Umm Salal SC. Prêté avant la décision, il purge une partie de sa suspension au Qatar.
Son bilan en Loire-Atlantique est maigrelet : 28 matchs de Ligue 1 (2 buts) et 12 de Ligue 2 (2 buts). À la reprise de la saison 2015-2016, la situation est claire, même s’il a pu participer au stage de pré-saison et aux matchs amicaux, il est prié de se trouver un nouveau club tout en s’entrainant avec la réserve. Une porte de sortie se profile alors vers Créteil mais à la suite de l'affaire de la baffe infligée par un « supporter » à Thierry Froger, le dossier est suspendu. Son départ prend forme au mercato d'hiver où il s'engage pour Al-Raed en Arabie saoudite. En janvier 2019, il est prêté à Al-Batin FC.
Le 19 octobre 2018, Ismael Bangoura est condamné pour escroquerie envers Pôle emploi à six mois avec sursis.

### En équipe de Guinée
Ismaël Bangoura reçoit 47 sélections officielles en équipe de Guinée entre 2006 et 2015, inscrivant 11 buts. Toutefois, on dénombre également cinq sélections non officielles, avec deux buts.
Il joue son premier match le 7 janvier 2006, en amical contre le Togo (victoire 0-1). Il dispute ensuite quelques jours plus tard la Coupe d'Afrique des nations organisée en Égypte. Lors de cette compétition, il joue trois matchs. La Guinée s'incline en quart de finale face au Sénégal.
Il inscrit son premier but en équipe nationale le 9 septembre 2007, contre le Cap-Vert. Ce match gagné 4-0 rentre dans le cadre des éliminatoires de la Coupe d'Afrique des nations 2008. Par la suite, le 11 janvier 2008, il marque son deuxième but, en amical contre le Soudan. La Guinée s'impose sur le large score de 6-0. Quelques jours plus tard, il participe à sa deuxième Coupe d'Afrique des nations, qui se déroule au Ghana. Lors de ce tournoi, il joue quatre matchs. Il s'illustre en inscrivant un but en phase de poule contre le Maroc. La Guinée s'incline une nouvelle fois en quart de finale, face à la Côte d'Ivoire.
Il participe ensuite avec la Guinée aux éliminatoires du mondial 2010. Il se met en évidence en inscrivant cinq buts, avec en particulier un triplé face à la Namibie, le 22 juin 2008 (victoire 4-0). Il marque également un autre but contre la Namibie, et un but face au Kenya.
Il dispute ensuite les éliminatoires Coupe d'Afrique des nations 2012, avec deux buts inscrits, contre Madagascar et le Nigeria. En janvier 2012, il participe à sa troisième et dernière Coupe d'Afrique des nations. Lors de cette compétition organisée conjointement par le Gabon et la Guinée équatoriale, il joue trois matchs. Il se met en évidence lors de la large victoire contre le Botswana, en délivrant une passe décisive en faveur de son coéquipier Naby Soumah. Avec un bilan d'une victoire, un nul et une défaite, la Guinée en parvient pas à dépasser le premier tour.
Ismaël Bangoura inscrit son dernier but le 15 août 2012, en amical contre le Maroc (victoire 1-2). Il reçoit sa dernière sélection le 6 juin 2015, en amical contre le Tchad (défaite 1-2).

## Statistiques
| Saison      | Club            | Pays                | Championnat         | Championnat | Championnat | Championnat  | Championnat  | Coupe d'Europe | Coupe d'Europe | Coupe d'Europe |
| Saison      | Club            | Pays                | Division            | Matchs      | Buts        | Cartons      | Cartons      | Type           | Matchs         | Buts           |
| ----------- | --------------- | ------------------- | ------------------- | ----------- | ----------- | ------------ | ------------ | -------------- | -------------- | -------------- |
| Saison      | Club            | Pays                | Division            | Matchs      | Buts        | Carton jaune | Carton rouge | Type           | Matchs         | Buts           |
| 2003 - 2004 | Gazélec Ajaccio | France              | National            | 9           | 2           | -            | -            | -              | -              | -              |
| 2004 - 2005 | Gazélec Ajaccio | France              | National            | 35          | 13          | -            | -            | -              | -              | -              |
| 2005 - 2006 | Le Mans UC      | France              | Ligue 1             | 23          | 6           | -            | -            | -              | -              | -              |
| 2006 - 2007 | Le Mans UC      | France              | Ligue 1             | 33          | 12          | -            | -            | -              | -              | -              |
| 2007 - 2008 | Dynamo Kiev     | Ukraine             | D1                  | 20          | 15          | -            | -            | C1             | 6              | 4              |
| 2008 - 2009 | Dynamo Kiev     | Ukraine             | D1                  | 26          | 13          | -            | -            | C1+C3          | 8+3            | 4+2            |
| 2009 - 2010 | Stade rennais   | France              | Ligue 1             | 34          | 6           | 6            | 0            | -              | -              | -              |
| 2010 - 2011 | Stade rennais   | France              | Ligue 1             | 4           | 2           | 0            | 0            | -              | -              | -              |
| 2010 - 2011 | Al Nasr Dubaï   | Émirats arabes unis | UAE Football League | 18          | 10          | 0            | 0            | -              | -              | -              |
| 2011 - 2012 | Al Nasr Dubaï   | Émirats arabes unis | UAE Football League | 0           | 0           | 0            | 0            | -              | -              | -              |
| 2012 - 2013 | Umm Salal SC    | Qatar               | Qatar Stars League  | -           | -           | -            | -            | -              | -              | -              |
| 2013 - 2014 | FC Nantes       | France              | Ligue 1             | 9           | 2           | 1            | 0            | -              | -              | -              |

## Palmarès
- Champion d'Ukraine en 2009 avec le Dynamo Kiev